# Petrova vas
Petrova vas este o localitate din comuna Črnomelj, Slovenia, cu o populație de 107 locuitori.